# دوز یادآور

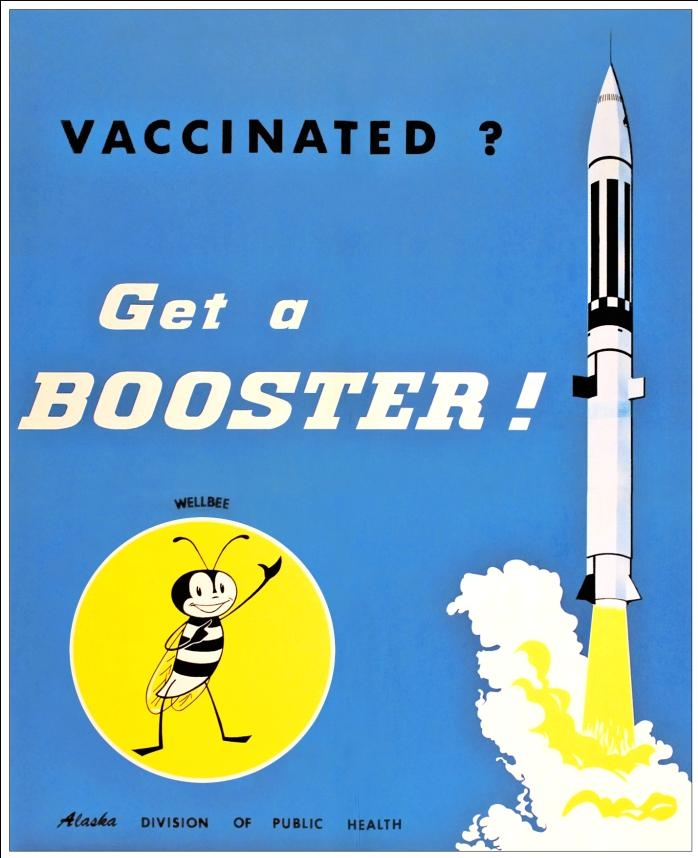
پوستری برای آموزش واکسیناسیون دوز یادآور

دوز یادآور یا (به انگلیسی: Booster dose) به واکسیناسیونی اشاره دارد که پس از واکسیناسیون قبلی انجام می‌شود. یادآور کمک می‌کند پاسخ ایمنی محافظت‌کننده حفظ شده یا افزایش یابد.
به عنوان مثال دوز یادآور واکسن کزاز و هپاتیت معمولاً ده سال بعد از تکمیل دوره واکسیناسیون ضرورت پیدا می‌کند.
یادآور دارو یا دارویار دستگاهی است که به وسیله برنامه دادن به دستگاه در زمان های مشخص و تعیین شده دستگاه شروع به آلارم زدن می کند و زمان میل کردن داروها را به فرد بیمار یادآوری می نماید.